# Lambert II Suła
Lambert II zwany Suła (ur. ?, zm. 22 sierpnia 1071 r.) – biskup krakowski od 1061 r.
Według tradycji mógł pochodzić z dynastii Piastów. Przyjął święcenia kapłańskie w 1037 r., a wzmianka o tym fakcie znajduje się w Roczniku kapituły krakowskiej, którego spisanie przypisuje się Lambertowi. Objął rządy w Krakowie po dwuletnim wakacie po śmierci arcybiskupa Arona. Za jego czasów ukończono budowę romańskiej katedry wawelskiej pod wezwaniem św. Wacława. Miał również współpracować przy odbudowie hierarchii kościelnej w Polsce z Bolesławem II Szczodrym.